# Wolgaster Totentanz

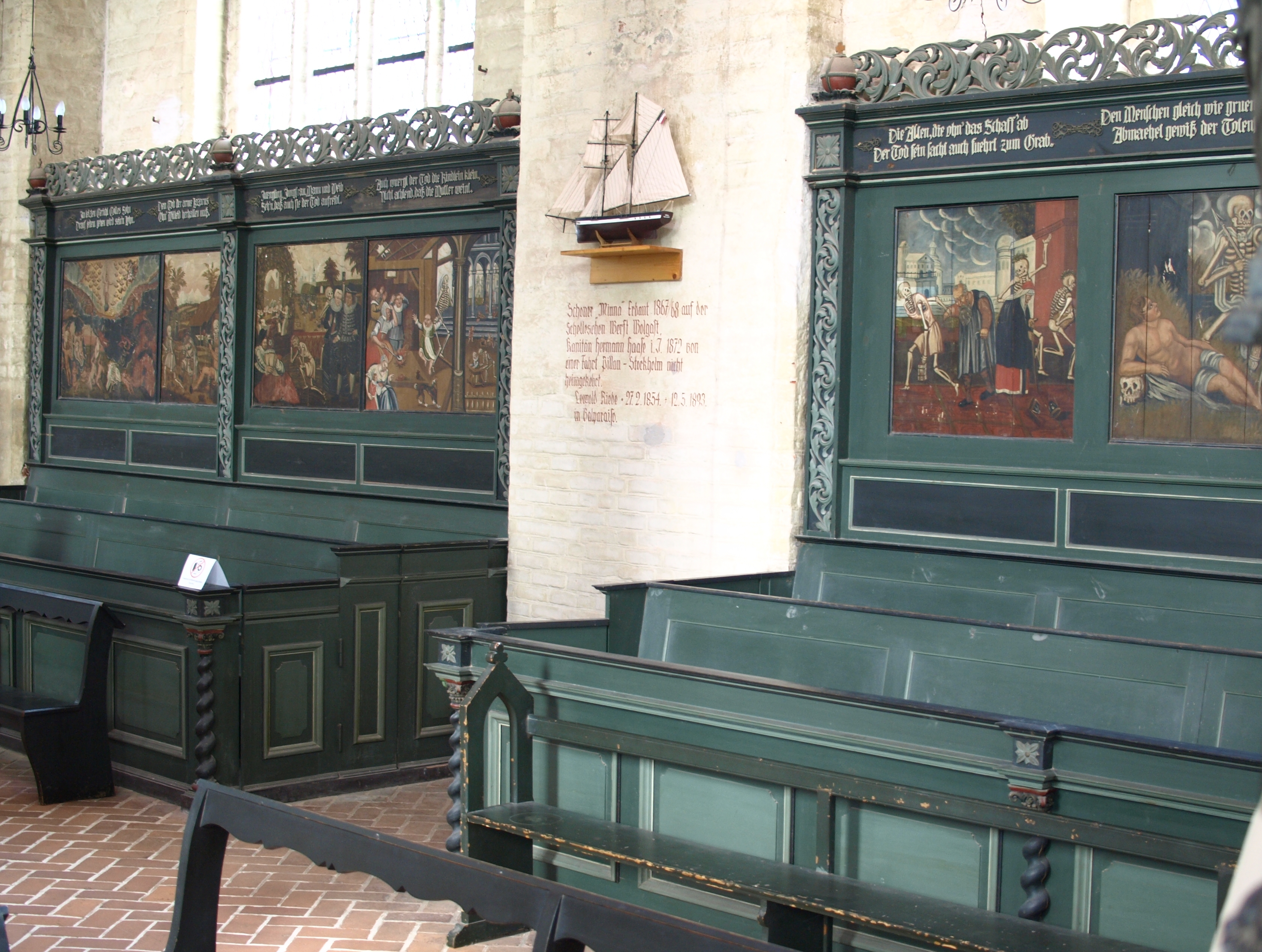
Caspar Siegmund Köppe: Der Totentanz

Der Wolgaster Totentanz ist eine Totentanz-Darstellung in der Petrikirche zu Wolgast in Mecklenburg-Vorpommern. Der Totentanz wurde um 1700 von dem Maler und Reeder Caspar Siegmund Köppe angefertigt.

## Geschichte
Die 25 Tafelgemälde befanden sich ursprünglich in der als Friedhofskapelle genutzten Wolgaster Gertrudenkapelle. Die 18. Tafel „Die junge starke Leut“ enthält die Signatur „Caspar Sigmund Köppe Pinxit, anno 1700“. Nach der Überlieferung soll Köppe Reeder gewesen sein und durch eine Epidemie Frau und Kinder verloren haben, deshalb die Bilder gemalt und der Stadt geschenkt haben. Jedoch erreichte erst 1709 bis 1711 die Pest die Stadt. Auch fehlt ein Beleg, dass Köppe Wolgaster Bürger war.
Am Fuß der Kanzel waren der Name Bentschneider und das Jahr 1702 angegeben. In der Wolgaster Stadtmatrikel ist sein Haus Nr. 113 vermerkt, und er wird als Maler bezeichnet. Adrian Dietrich Bentschneider war sicherlich an der Renovierung der Kapelle 1702 beteiligt, eventuell auch an einigen Totentanzbildern.
Der Verfasser der Verse ist unbekannt. Da diese die Konzeption angegeben, haben Maler und Dichter sicher zusammengearbeitet, möglicherweise hat auch der Maler die Texte verfasst. Sonst kommen am ehesten die Wolgaster Pastoren in Frage, etwa Gabriel Schultze oder Johann Balthasar Krockisius. Die Kirchengemeinde gibt in einer Informationsschrift zum Totentanz Bentschneider als Urheber an.
Bei einer Renovierung 1868 der Kapelle kam der Zyklus zunächst in die Jürgen-Kapelle, die zu dieser Zeit als Friedhofskapelle genutzt wurde. Als diese zum Gemeindehaus umgewidmet wurde, gelangten sie in die Petrikirche. Beim Brand 1920 wurden alle Bilder gerettet, das Bild Christi Tod und Auferstehung ist des Lebens Wiederbringung gelangte jedoch „in fremde Hände“ und ging verloren. 1930 ließ die Kirchengemeinde die Bilder in das Chorgestühl einarbeiten.
Die großformatigen Gemälde gehören zu den wenigen erhaltenen monumentalen Totentanz-Darstellungen in Norddeutschland. Sie wurden von 2008 bis 2015 schrittweise saniert.

## Charakteristik

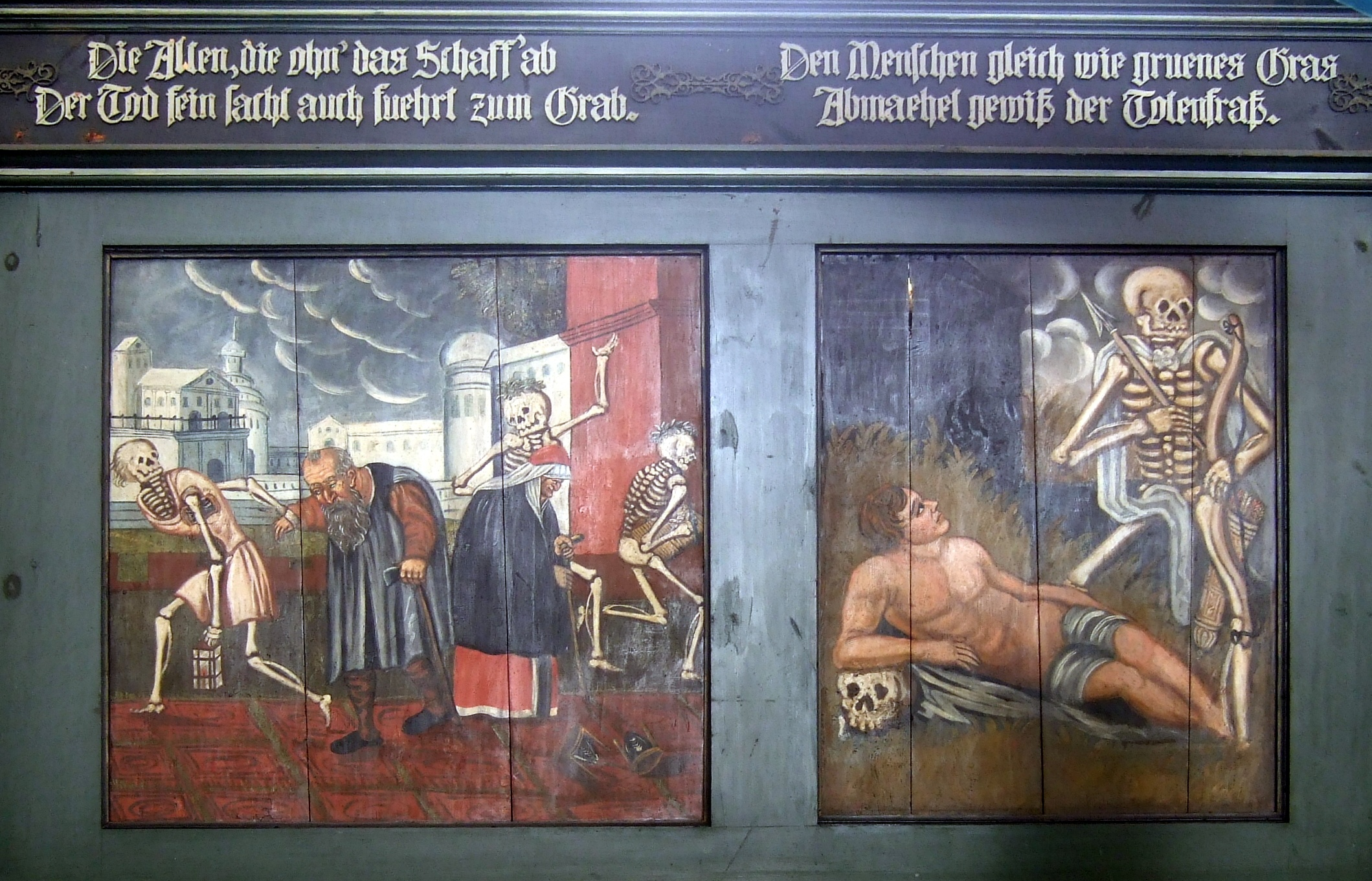
Alter und Jugend

Die Bilder sind eine freie Nachahmung der 1538 erschienenen Holzschnittserie Bilder des Todes von Hans Holbein dem Jüngeren. Köppe soll sie gemalt haben, nachdem er durch eine Epidemie seine Frau und Kinder verlor. Im Gegensatz zu spätmittelalterlichen Darstellungen tritt Gott als Herr über Leben und Tod zurück. Nur das erste Bild zeigt den Sündenfall, die letzte Darstellung das Jüngste Gericht. Das verlorene vorletzte Bild zeigte den auferstandenen Christus mit dem Vers „Christi Tod und Auferstehung ist des Lebens Wiederbringung“. „Der Tod erscheint insgesamt als eine selbständige Macht, die mit Gott im Bunde steht und Teil der Allmacht Gottes ist, die hier düster und stumm erscheint.“
Eine Besonderheit zeigt die Abbildung mit dem Vers Das antichristlich Ottergezücht // Entlaufen mag dem Tod auch nicht. Auf dem Bild sind Papst und Sultan zu sehen, die sich komplizenhaft die Hand reichen. Katholiken und Osmanen galten seit der Reformation als Feinde der evangelischen Christenheit und erscheinen hier als Verbündete gegen den kleinen Mann, der zu ihren Füßen liegt.
Die Bilderserie ist – wie andere Totentänze – Beispiel einer makabren, teils humorvollen Fantasie. Sie zeigt den Alltag um 1700, aber auch Ansätze von Sozialkritik und ein Bewusstsein für die Gleichheit aller Menschen vor dem Tod.

## Text und Abfolge

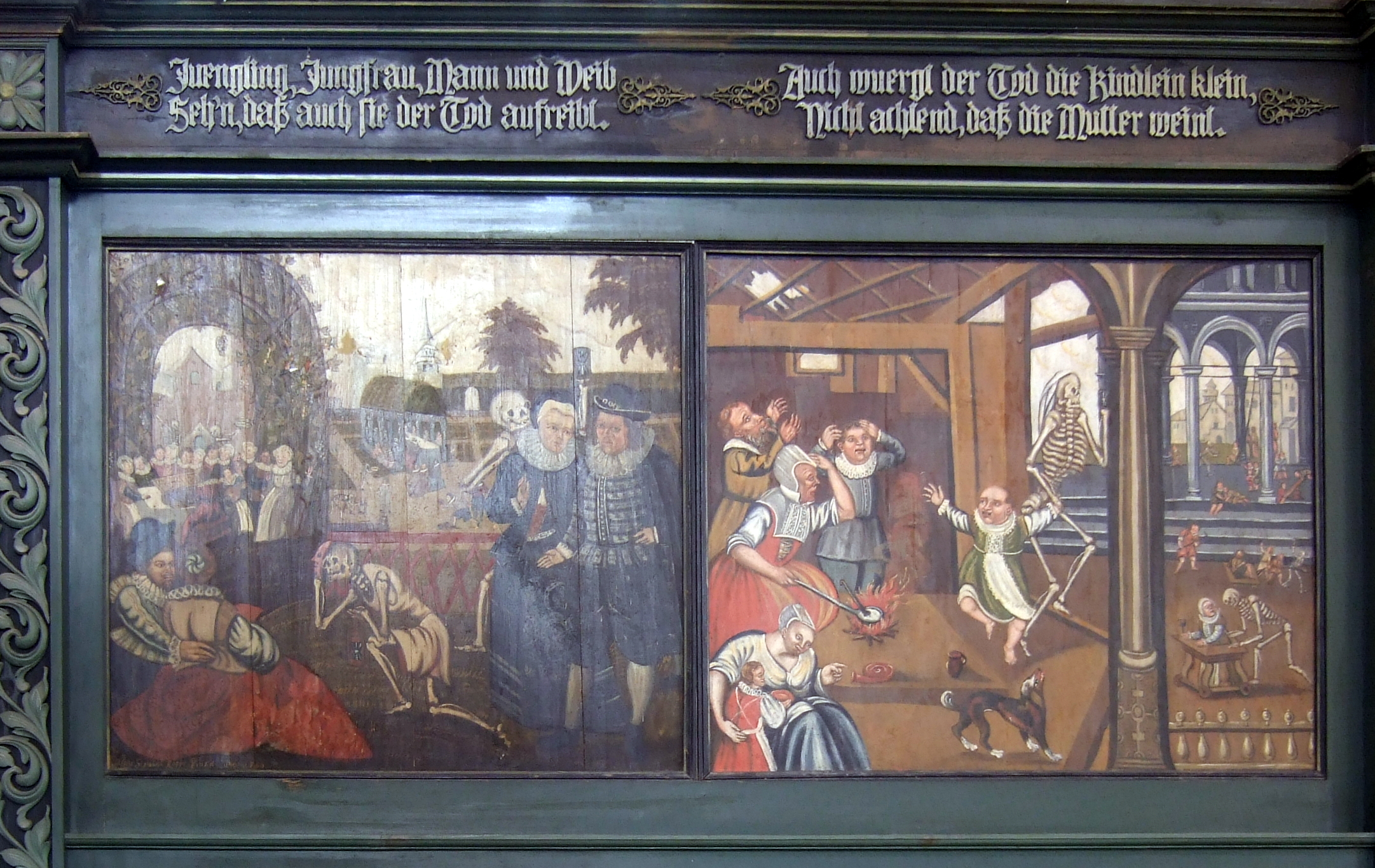
Kinder und junge Leute

Die über den Bildern befindlichen Verse beschreiben prägnant und sarkastisch den Inhalt der 24 erhaltenen Bilder:
1. Ursprung des Todes: Durch Evas Lust und Satans List // Der Tod in diese Welt kommen ist.
2. Das Ende vom Liede: Nur ein Leinwand und solches Haus // Bringt man endlich zur Welt hinaus.
3. Alle Menschen müssen sterben: Mit Pauk' und Trompetenschall // Der Tod sich anmeldt überall.
4. Der Kaiser: Der Kaiser und das Roemisch Reich // Und wer mehr drin, muß sterben gleich.
5. Der Papst und der Türk: Das antichristlich Otteregezuecht // Entlaufen mag dem Tod auch nicht.
6. Der König: Dem König nit hilft seine Gwalt, // Er muß mit dran gleicher Gestalt.
7. Der Fürst: Dem Fuersten auch nicht wuerd' gelingen // Wenn er wider den Tod wollt ringen.
8. Der Ritter: Kein Herr und ritterlicher Mann // Dem Tod was angewinnen kann.
9. Das Frauenzimmer: Kein Weibsbild ist so hoch geboren, // Es muß mit dran, taets ihr gleich zorn'n.Reicher – Säufer, Spieler, Lästerer

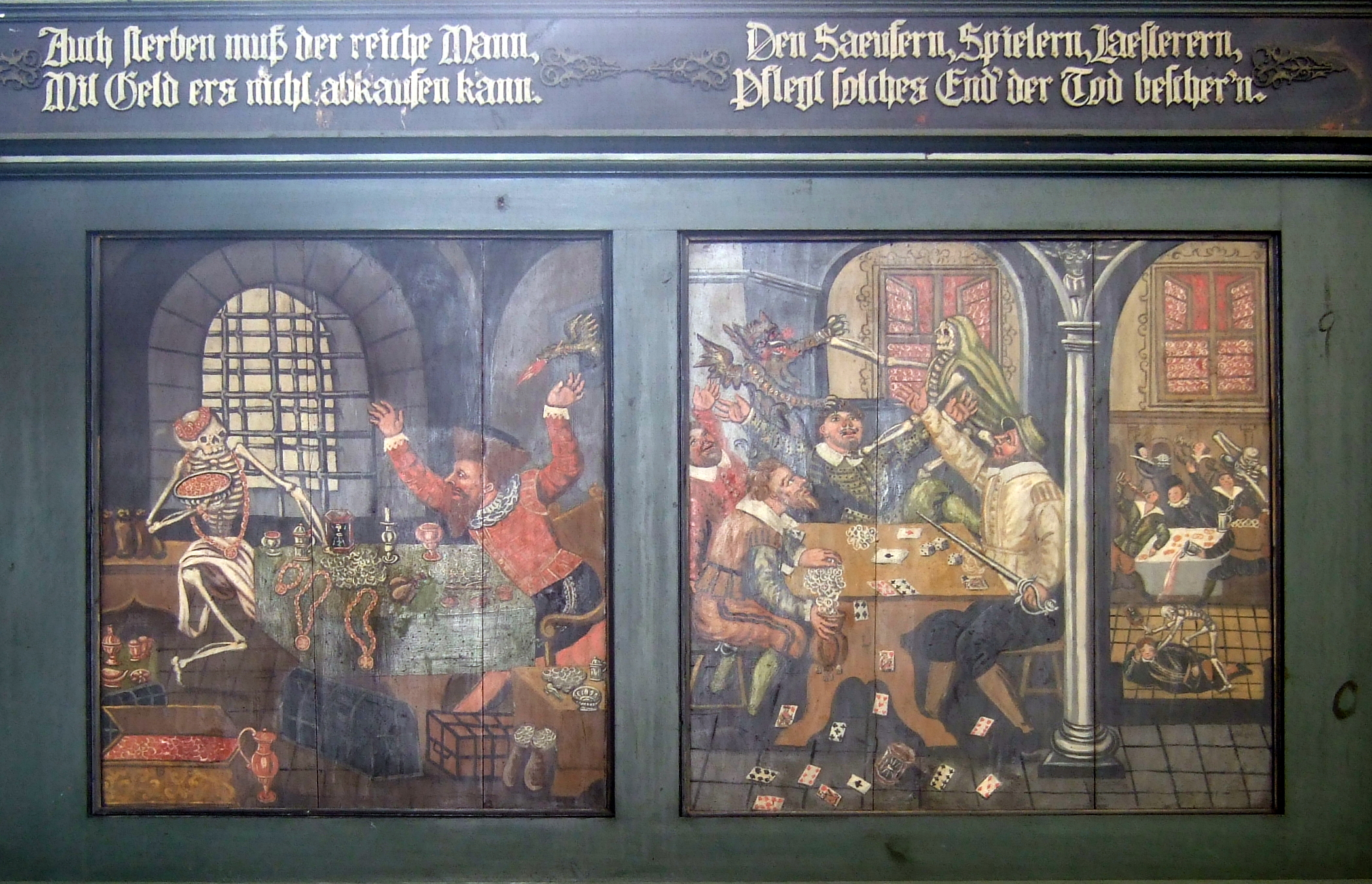
Reicher – Säufer, Spieler, Lästerer

10. Der Adel: Der Adel sich nur straeube nicht, // Der Tod ihm doch das Herz absticht.
11. Der Prediger: Der Diener Gottes an dem Wort, // Wann's Glas ist aus, muß auch mit fort.
12. Der Bauer: Die Bauern und geringen Leut // Nimmt auch der Tod hinweg zur Beut.
13. Der Weise und der Narre: Der Weisen Kunst, des Narren Spiel, // Nicht hilft es, es gilt dem Tod gleich viel.
14. Der Arzt: Den Tod der Arzt oft will vertreiben, // Und muss ihm selbst in Händen bleiben.
15. Der Jurist: Der Rat, Richter, Jurist geschwind, // Ohne Appelieren zum Tanz sich find.
16. Der Bürger: Den Bürger kein Handel noch Werk // Vom Tode retten kann, das merk.
17. Der gottlose Haufe: Den Saeufern, Spielern, Lästerern, // Pflegt solches End der Tod bescher'n.
18. Der Reiche: Auch sterben muss der reiche Mann, // Mit Geld ers nicht abkaufen kann.
19. Lerne sterben: Den Menschen gleich wie grünes Gras // Abmaehet gewiß der Totenfraß.Lazarus – Gericht

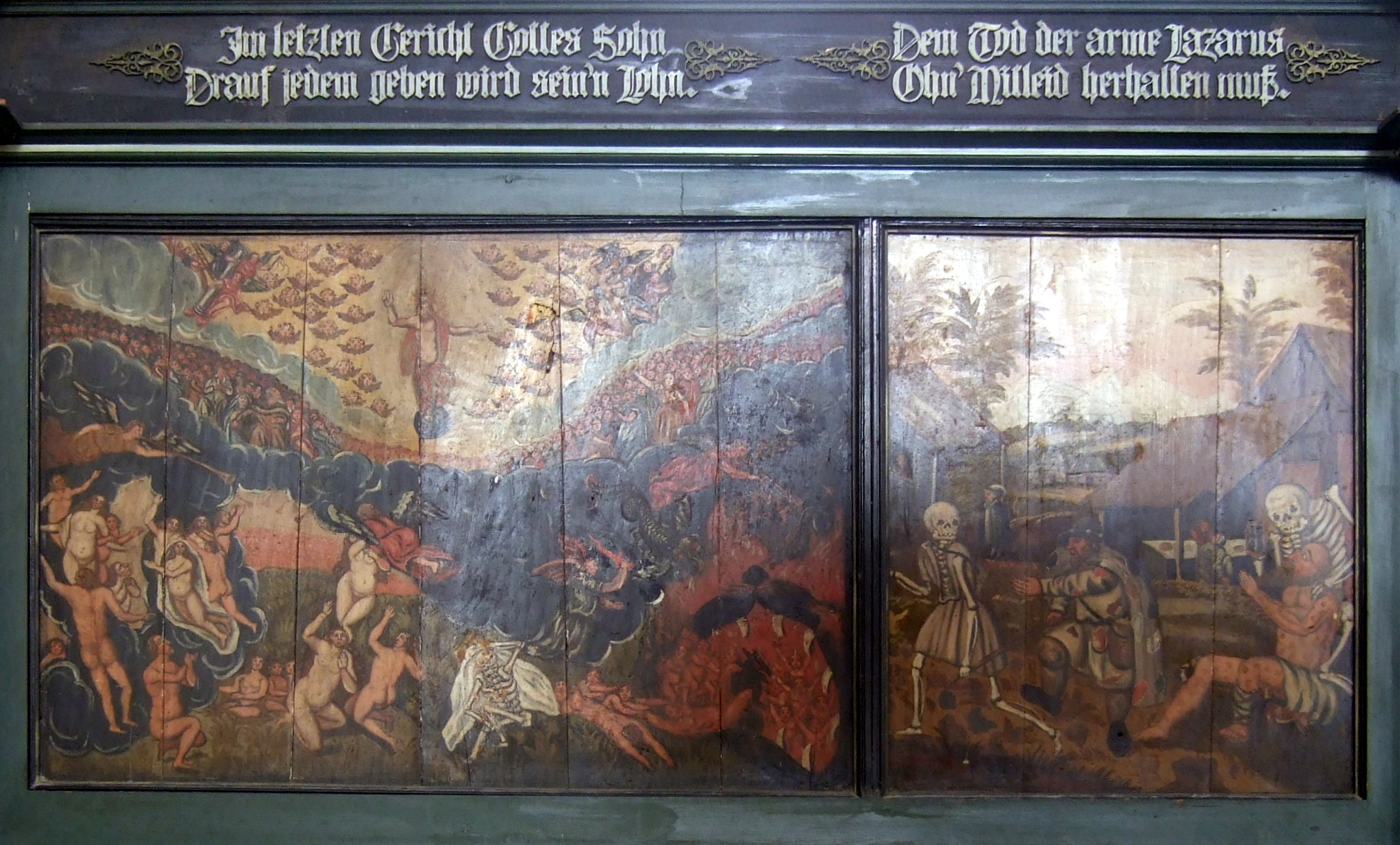
Lazarus – Gericht

20. Die Alten: Die Alten, die ohn' das Schaff' ab // Der Tod fein sacht auch fuehrt zum Grab.
21. Die Kinder: Auch wuergt der Tod die Kindlein klein, // Nicht achtend, daß die Mutter weint.
22. Die jungen starke Leute: Jüngling, Jungfrau, Mann und Weib // Seh'n daß auch sie der Tod aufreibt.
23. Der Arme: Dem Tod der arme Lazarus // Ohn' Mitleid herhalten muß.
24. Das letzte Gericht: Im letzten Gericht Gottes Sohn // Drauf jedem geben wird sein'n Lohn.

Diese heutige Hängung entspricht nicht der ursprünglichen Reihenfolge. Diese rekonstruierte Norbert Buske nach einem Zeitungsartikel Dietrich Hermann Biederstedts von 1820 wie folgt:
1 – 3 – 4 – 6 – 7 – 9 – 8 – 10 – 11 – 15 – 14 – 13 – 16 – 12 – 18 – 23 – 21 – 22 – 20 – 17 – 5 – 2 – 19 – „Ursprung des Lebens“ – 24